# Elasmus punctatulus
Elasmus punctatulus är en stekelart som beskrevs av Howard 1894. Elasmus punctatulus ingår i släktet Elasmus och familjen finglanssteklar.
Artens utbredningsområde är Kuba. Inga underarter finns listade i Catalogue of Life.